# Mixistlán de la Reforma
Mixistlán de la Reforma är en kommun i Mexiko.   Den ligger i delstaten Oaxaca, i den sydöstra delen av landet, 400 km sydost om huvudstaden Mexico City. Antalet invånare är 2 438. Arean är 191 kvadratkilometer.
Terrängen i Mixistlán de la Reforma är bergig åt nordost, men åt sydväst är den kuperad.
Följande samhällen finns i Mixistlán de la Reforma:
- Santa María Mixistlán